# Gorzupia
Gorzupia ([go'żupja]?, tysk: Gladisgorpe) er en landsby i de administrative distrikt Gmina Żagań, i Powiat żagański, Województwo lubuskie, i det vestlige Polen.
Før 1945 var området en del af Landkreis Sprottau i provinsen Niederschlesien, Tyskland.
Fra 1975 til 1998 lå området i provinsen Zielona Gora.
Indbyggere:
- 2014 – 92